# 668
Évszázadok: 6. század – 7. század – 8. század
Évtizedek: 610-es évek – 620-as évek – 630-as évek – 640-es évek – 650-es évek – 660-as évek – 670-es évek – 680-as évek – 690-es évek – 700-as évek – 720-as évek
Évek: 663 – 664 – 665 – 666 –  667 – 668 – 669 – 670 – 671 – 672 – 673

## Események

### Bizánci Birodalom
- Szeptember 15. - Siracusában II. Kónsztasz császárt saját kamarása a fürdőben meggyilkolja. A trónt Konstantinápolyban maradt fia, IV. Kónsztantinosz, illetve társuralkodóként annak két öccse, Hérakleiosz és Tiberiosz öröklik.
- Siracusában a katonák - állítólag akarata ellenére - császárrá kiáltják ki Miziziosz hadvezért.
- A Kis-Ázsiát fosztogató arabok a kalifa fia, Jazid vezetésével elfoglalják Amoriont, Khalkédónnál elérik a Boszporuszt és állítólag egy időre ostromzár alá veszik Konstantinápolyt. Készleteik megfogyatkozása és egy járvány miatt nyárra fel kell adniuk az ostromot. Kónsztasz halálát követően a muszlimok egyre gyakrabban támadják hajóikról a partvidéket.

### Európa
- A kazárok megdöntik az onogur-bolgár birodalmat. Batbaján kagán öccse, Aszparuh a bolgárokat délnyugat, az Al-Duna felé vezeti, hogy biztonságosabb hazát találjon.
- A majordomusok gyakorlatilag átveszik a hatalmat a Frank Birodalomban. Ebroin neustriai majordomus azért tartóztat fel egy Rómából érkező angol utazót, mert attól tart hogy a bizánci császár összeesküvést szervez a személye (és nem III. Clothar király) ellen.
- Elődje, Wighart halálát követően a görög Tarszoszi Theodóroszt választják Canterbury érsekévé.

### Távol-Kelet
- A kínaiak az előző évi kisebb összecsapások után nagy hadjáratot indítanak a belső válságba süllyedt koreai Kogurjo királysága ellen. Őszre elérik a fővárost, Phenjant és sillai segítséggel elfoglalják a várost. Podzsang király kapitulál, az állam függetlensége megszűnik. Podzsangot a kínai fővárosba viszik (ahol Kao-cung császártól miniszteri címet kap), Kogurjót elvben az ő nevében kínai kormányzó irányítja.
- Miután anyja, Kógjoku császárnő mauzóleuma elkészült, Tendzsi japán uralkodó formálisan is császárrá nyilváníttatja magát; eddig megtartotta koronahercegi rangját.

## Születések
- II. Iusztinianosz, bizánci császár
- Gjóki, japán buddhista szerzetes

## Halálozások
- szeptember 15. – II. Kónsztasz, bizánci császár
- Brahmagupta, indiai matematikus és csillagász
- Szent Jodok, breton remete
- Wandregisel, frank apát

## Fordítás
- Ez a szócikk részben vagy egészben  a(z)   668 című angol Wikipédia-szócikk ezen változatának fordításán alapul.  Az eredeti cikk szerkesztőit annak laptörténete sorolja fel. Ez a jelzés csupán a megfogalmazás eredetét és a szerzői jogokat jelzi, nem szolgál a cikkben szereplő információk forrásmegjelöléseként.